# Dicranota concavista
Dicranota concavista är en tvåvingeart som beskrevs av Evgenyi Nikolayevich Savchenko 1977. Dicranota concavista ingår i släktet Dicranota och familjen hårögonharkrankar. Inga underarter finns listade i Catalogue of Life.